# Mamónia
Mamónia (grec moderne : Μαμώνια) est un village de Chypre de plus de 51 habitants.
Le complexe de Mamónia est une structure géologique datant du Trias. On y trouve plusieurs genres et espèces de conodontes.